# Max Brooks
Maximillian Brooks (New York, 22 maggio 1972) è uno scrittore, sceneggiatore e attore statunitense.

## Biografia
È figlio di Mel Brooks e Anne Bancroft.
Dal 2001 al 2003 fu uno degli autori del programma televisivo Saturday Night Live, vincendo nel 2002 un Emmy Awards come miglior autore di testi.
Nel 2003 pubblica il libro Manuale per sopravvivere agli zombie (The Zombie Survival Guide), seguito nel 2006 da World War Z. La guerra mondiale degli zombie (World War Z: An Oral History of the Zombie War).

## Filmografia
- Essere o non essere (To Be or Not to Be), regia di Alan Johnson (1983)
- Occhio indiscreto (The Public Eye), regia di Howard Franklin (1992)

### Soggetto
- The Great Wall, regia di Zhāng Yìmóu (2016)

## Pubblicazioni
- Manuale per sopravvivere agli zombi (2006), Einaudi (ISBN 88-06-17518-1)
- World War Z. La guerra mondiale degli zombi (2006), Cooper (ISBN 978-88-7394-072-2)
- Zombie Story e altri racconti (2011), Cooper (ISBN 978-88-7394-197-2)
- Minecraft: L'isola (2017), Mondadori (ISBN 978-88-0468-341-4)
- Minecraft: La montagna (2022), Mondadori (ISBN 9788804748328)
- The Harlem Hellfighters (2024), Mondadori (ISBN  9780715643990) (disegni di Canaan White)